# Shi Guihong
Shi Guihong (13 de fevereiro de 1968) é uma ex-futebolista chinesa, medalhista olímpica.

## Carreira
Shi Guihong integrou o elenco da Seleção Chinesa de Futebol Feminino, nas Olimpíadas de 1996, que ficou em segundo lugar. 